# Elena Holéczyová
Elena Holéczyová, roz. Hollá, (23. leden 1906, Moravské Lieskové – 5. prosinec 1983, Praha) byla textilní výtvarnice, dramatička, scenáristka.

## Životopis
V letech 1917–1922 studovala na gymnáziích v Bratislavě a v Praze, kde 1922–1926 pokračovala ve studiích na Uměleckoprůmyslové škole. V roce 1927–1929 návrhářka výšivkárskeho družstva Detva v Bratislavě, 1929–1948 svobodná umělkyně v Brezně, od 1956 samostatná výtvarnice v Bratislavě a v Praze. Všestranně orientovaná umělecká osobnost zakladatelského významu, vedle textilního výtvarnictví, krajkářství ad. se věnovala i psaní odborné a umělecké literatury. V tomto směru se jako dramatická autorka prezentovala vlastními i upravenými rozhlasovými hrami a filmovými scénáři. Pro rozhlas upravila populární lidovou veselohra svého otce Jozefa Hollého Kubo (1944, 1950). Autorka filmových scénářů, rozhlasových přednášek o oblékání, bydlení, lidovém umění a uměleckém průmyslu, kostýmů a choreografických příprav pro divadlo a filmy. Od roku 1945 členka Svazu slovenských výtvarných umělců.

## Ocenění
- Roku 1976 Národní umělkyně